# Lak (roślina)
Lak (Cheiranthus L.) – rodzaj roślin z rodziny kapustowatych (krzyżowych). W nowszych ujęciach taksonomicznych rodzaj ten nie jest wyróżniany, a dawniej zaliczane do niego gatunki włączone zostały do rodzajów Erysimum, Matthiola, Malcolmia. Gatunkiem typowym jest  Cheiranthus cheiri L..

## Systematyka
Synonimy taksonom.
Cheiri C. G. Ludwig, Leucoium Mill.
Pozycja systematyczna według APweb (aktualizowany system APG III z 2009)
Należy do rodziny kapustowatych (Brassicaceae), rzędu kapustowców (Brassicales), kladu różowych (rosids) w obrębie okrytonasiennych (Magnoliophyta).
Pozycja rodzaju w systemie Reveala (1993-1999)
Gromada okrytonasienne (Magnoliophyta Cronquist), podgromada Magnoliophytina Frohne & U. Jensen ex Reveal, klasa Rosopsida Batsch, podklasa ukęślowe (Dilleniidae Takht. ex Reveal & Tahkt.), nadrząd Capparanae Reveal, rząd kaparowce (Capparales Hutch.), podrząd Capparineae Engl., rodzina kapustowate (Brassicaceae Burnett), plemię  Cheirantheae Webb & Berthel., rodzaj lak (Cheiranthus L.).
Gatunki flory Polski
- Lak wonny[7] Cheiranthus cheiri L., syn. Erysimum cheiri – efemerofit